# Dicranomyia inscita
Dicranomyia inscita är en tvåvingeart som först beskrevs av Alexander 1935.  Dicranomyia inscita ingår i släktet Dicranomyia och familjen småharkrankar.
Artens utbredningsområde är Taiwan. Inga underarter finns listade i Catalogue of Life.